# Дом Е. Трушенинниковой
Дом Е. Трушенинниковой — памятник архитектуры в историческом центре Нижнего Новгорода. Построен в 1851—1852 годах по проекту архитектора Л. В. Фостикова в стиле академической эклектики.

## История
По плану Нижнего Новгорода 1834—1839 годов городской театр предполагалось построить на Верхне-Волжской набережной у Георгиевской церкви. Однако 13 февраля 1847 года в Нижний Новгород пришло окончательное правительственное предписание возвести театр на Большой Покровской улице, а землю у Георгиевской церкви отдать под частную застройку.
Разработка проектов как театра, так и жилых домов возлагалась на архитектора Л. В. Фостикова. К нему обратилась купчиха Елизавета Трушенинникова с предложением о создании планов-фасадов двухэтажного каменного дома, которые были выполнены, а 12 февраля 1851 года рассмотрены и одобрены Нижегородской Строительной комиссией.
Весной того же года начались строительные работы, а к исходу следующего года дом был отделан, но в проект были внесены изменения. Предполагавшийся изначально центральный ризалит с плоским аттиком не был построен. Главный фасад был поставлен строго по красной линии улицы. Все остальные декоративно-художественные решения сохранились до сих пор, кроме центральной двери в первом этаже, заложенной кирпичом.
На фасаде дома размещена чугунная мемориальная доска: «В этом здании с 1885 по 1910 год находилась нижегородская центральная ручная телефонная станция».